# Microcoelia bulbocalcarata
Espèce
Microcoelia bulbocalcarata est une espèce de plantes de la famille des Orchidées et du genre Microcoelia, présente sur l'île de Principe à Sao Tomé-et-Principe et en Afrique de l'Est.